# Hautecour (Jura)
Hautecour ist eine französische Gemeinde mit 197 Einwohnern (Stand 1. Januar 2022) im Département Jura in der Region Bourgogne-Franche-Comté.
Sie gehört zum Arrondissement Lons-le-Saunier und zum Kanton Saint-Laurent-en-Grandvaux.

## Geographie
Hautecour liegt auf 625 m, etwa 20 Kilometer südöstlich der Stadt Lons-le-Saunier (Luftlinie). Das Dorf erstreckt sich im Jura, auf einem sanft nach Westen geneigten Hang am östlichen Rand des breiten Ain-Tals, oberhalb von Clairvaux-les-Lacs mit seinen beiden Seen.
Die Fläche des 5,19 km² großen Gemeindegebiets umfasst einen Abschnitt des französischen Juras. Der westliche Teil des Gebietes wird vom Plateau von Hautecour eingenommen, das mit Wiesland und Ackerland bestanden ist. Im Norden wird dieses Plateau vom Tal des Drouvenant (linker Zufluss des Ain) begrenzt. Nach Osten erstreckt sich das Gemeindeareal über einen langsam ansteigenden Hang in das ausgedehnte Waldgebiet der Forêt de la Joux. Hier wird mit 779 m die höchste Erhebung von Hautecour erreicht. Im Norden und Osten verläuft die Gemeindegrenze meist oberhalb des Steilabfalls zum Tal des Drouvenant.
Nachbargemeinden von Hautecour sind Clairvaux-les-Lacs im Süden, Westen und Norden sowie La Frasnée und Châtel-de-Joux im Osten.

## Geschichte
Verschiedene Funde weisen darauf hin, dass das Gemeindegebiet von Hautecour bereits zu gallorömischer Zeit besiedelt war. Der Ortsname setzt sich aus den lateinischen Wortbestandteilen alta (hoch) und cors (Hof) zusammen. Seit dem Mittelalter gehörte Hautecour zum Herrschaftsgebiet von Clairvaux. Zusammen mit der Franche-Comté gelangte das Dorf mit dem Frieden von Nimwegen 1678 an Frankreich.

## Bevölkerung
| Jahr                       | 1962 | 1968 | 1975 | 1982 | 1990 | 1999 | 2006 | 2018 |
| -------------------------- | ---- | ---- | ---- | ---- | ---- | ---- | ---- | ---- |
| Einwohner                  | 59   | 54   | 106  | 160  | 153  | 180  | 167  | 194  |
| Quellen: Cassini und INSEE |      |      |      |      |      |      |      |      |

Mit 197 Einwohnern (Stand 1. Januar 2022) gehört Hautecour zu den kleinen Gemeinden des Départements Jura. Nachdem die Einwohnerzahl in der ersten Hälfte des 20. Jahrhunderts stets im Bereich von rund 70 Personen gelegen hatte, wurde nach einem vorübergehenden Rückgang seit Beginn der 1970er Jahre eine deutliche Bevölkerungszunahme verzeichnet.

## Wirtschaft und Infrastruktur
Hautecour war bis weit ins 20. Jahrhundert hinein ein vorwiegend durch die Landwirtschaft geprägtes Dorf. Daneben gibt es heute einige Betriebe des lokalen Kleingewerbes, unter anderem ein Unternehmen der Kunststoffverarbeitung. Mittlerweile hat sich das Dorf auch zu einer Wohngemeinde gewandelt. Viele Erwerbstätige sind Wegpendler, die in den größeren Ortschaften der Umgebung ihrer Arbeit nachgehen.
Die Ortschaft liegt abseits der größeren Durchgangsstraßen, ist aber von Clairvaux-les-Lacs leicht erreichbar. Eine weitere Straßenverbindung besteht mit Châtel-de-Joux.

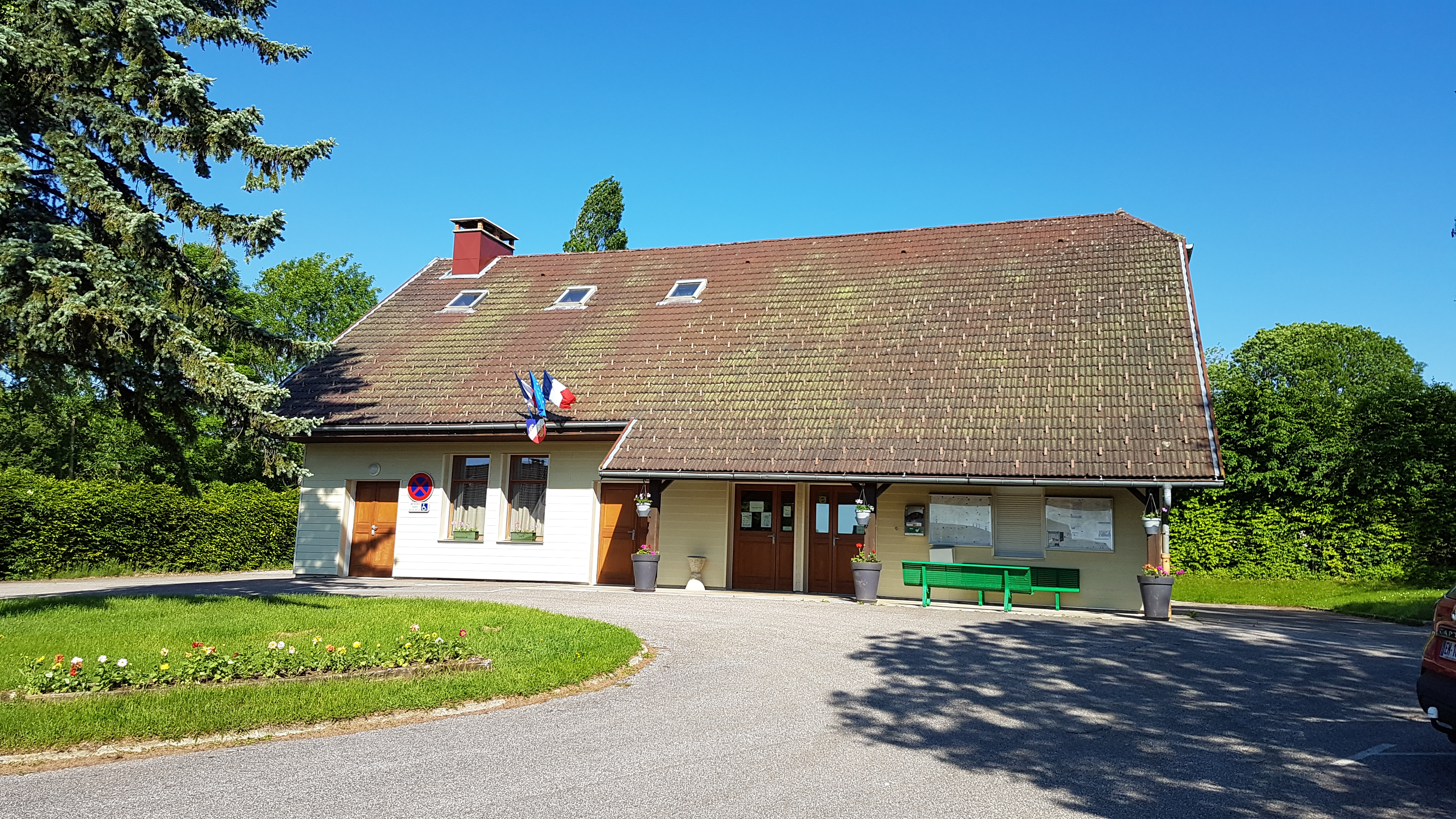
Mairie Hautecour
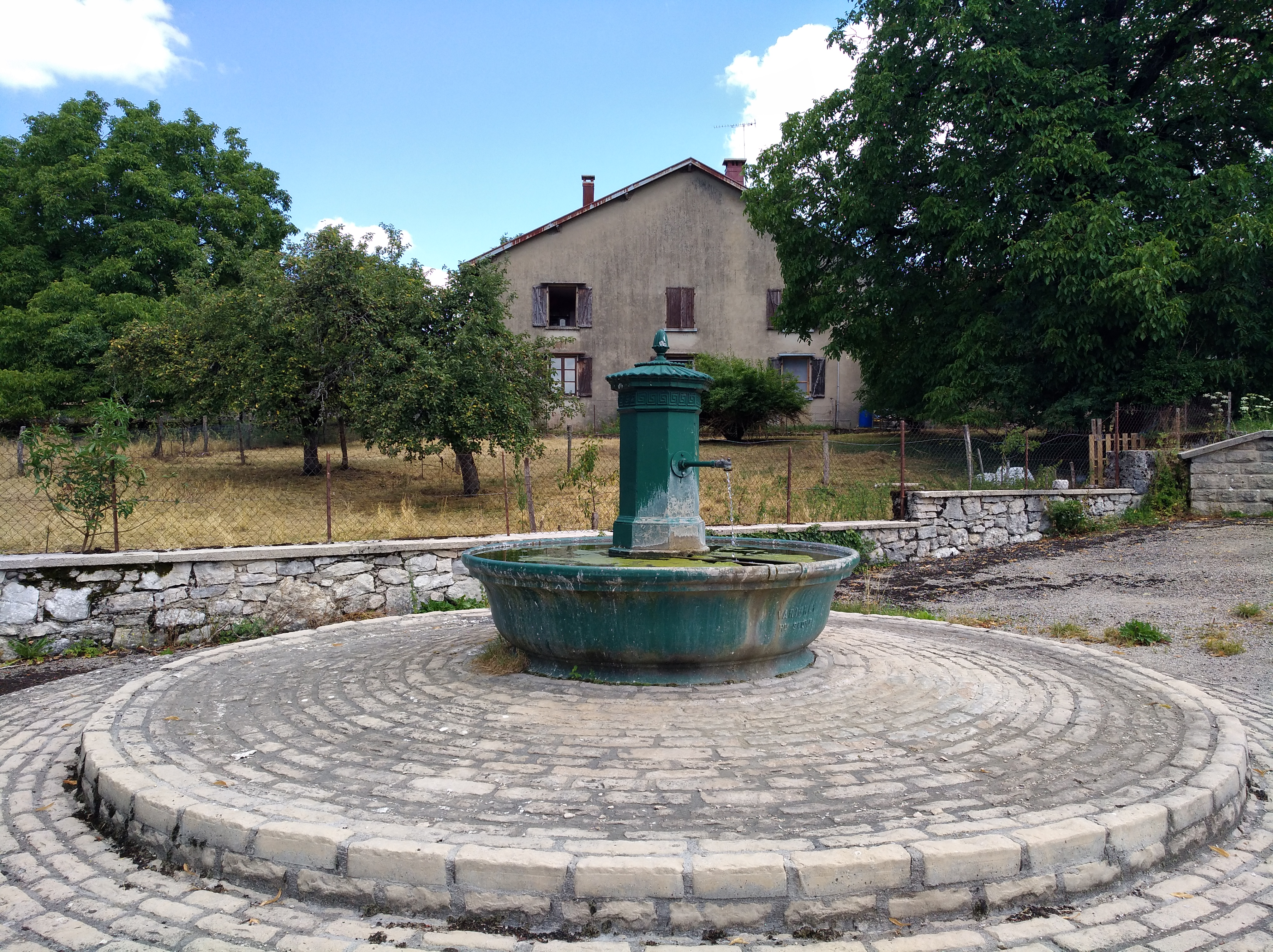
Brunnen in der Rue Louis Pasteur

## Belege
1. ↑  Hautecour auf cassini.ehess.fr